# Marcus Aurelius Cleander
Marcus Aurelius Cleander (vermoord in 190) was een vrijgelaten slaaf, die het schopte van favoriet, naar kamerheer tot praefectus praetorio van de Romeinse keizer Commodus.
Cleander was geboren als slaaf in Frygië en waarschijnlijk vrijgelaten ten tijde van keizer Marcus Aurelius. Hij had tijdens zijn kindertijd reeds een band opgebouwd met Commodus. In 182 trouwde hij met een maîtresse van de keizer en liet hij zijn kamerheer Saoterus uit de weg ruimen. In 184 bracht hij de praefectus praetorio Tigidius Perennis in diskrediet, en ook zijn opvolger Publius Atilius Aebutianus.
In 188 nam hij zelf het opperbevel over van de pretoriaanse garde met de rang van een pugione (dolk-drager) met twee prefecten aan hem ondergeschikt. Op het hoogtepunt van zijn macht, verkocht hij openbare ambten aan de hoogste bieder. In het jaar 190 waren er 25 Consul suffectus, een record in de 1000-jarige geschiedenis van het Romeinse consulaat, allemaal benoemd door Cleander (inclusief de toekomstige keizer Septimius Severus). Cleander deelde de opbrengst met de keizer, maar gebruikte ook een deel ervan voor gebouwen en andere openbare werken.
In juni 190 werd Rome getroffen door een voedseltekort en kwam hij in conflict met de praefectus annonae en praefectus Alexandreae et Aegypti Marcus Aurelius Papirius Dionysius, die de graanvoorraden beheerde. Papirius Dionysius slaagde erin de schuld bij Cleander te leggen. De historicus Cassius Dio vertelt over een  demonstratie, eind juni tegen Cleander tijdens een paardenrace in het Circus Maximus. In reactie daarop stuurde Cleander de pretoriaanse garde op hen af, maar Pertinax, de praefectus urbi (stadsprefect van Rome), stuurde de Vigiles urbani om hen te verdedigen. Cleander vluchtte naar Commodus voor bescherming, maar de menigte volgde hem en eiste zijn hoofd. Op aandringen van zijn maîtresse Marcia liet Commodus Cleander onthoofden en zijn zoon vermoorden.